# Agentschap voor de oproepen tot de hulpdiensten
Het Agentschap voor de oproepen tot de hulpdiensten, kortweg Agentschap 112, is een Belgische Instelling van openbaar nut. Het werd opgericht door de wet van 29 april 2011. Het valt onder de Minister van Binnenlandse Zaken en de Minister van Volksgezondheid.
De doelen van het agentschap zijn:
- Supervisie op de directiecomités van de 112-centra,
- Kwaliteitsbeheer en controle of de behandeling van de noodoproepen conform de protocollen en instructies is; heel specifiek snelheid, kwaliteit en de inachtneming van de vertrouwelijke gegevens en het beroepsgeheim;
- Uitzetten van de strategie van de behandeling van noodoproepen.